# Le Mesnil-Simon (Calvados)
Le Mesnil-Simon è un comune francese di 159 abitanti situato nel dipartimento del Calvados nella regione della Normandia.

## Società

### Evoluzione demografica
Abitanti censiti